# Sanchidrián
Sanchidrián è un comune spagnolo di 758 abitanti situato nella comunità autonoma di Castiglia e León.